# Samuel L. Powers

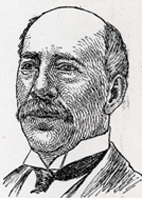
Samuel L. Powers

Samuel Leland Powers (* 26. Oktober 1848 in Cornish, Sullivan County, New Hampshire; † 30. November 1929 in Newton, Massachusetts) war ein US-amerikanischer Politiker. Zwischen 1901 und 1905 vertrat er den Bundesstaat Massachusetts im US-Repräsentantenhaus.

## Leben
Samuel Powers studierte bis 1874 am Dartmouth College in Hanover. Nach einem anschließenden Jurastudium und seiner 1875 erfolgten Zulassung als Rechtsanwalt begann er in Boston in diesem Beruf zu arbeiten. Im Jahr 1882 zog er nach Newton in Massachusetts. Zwischen 1883 und 1887 saß er im dortigen Gemeinderat. Zwischenzeitlich war er zwei Mal dessen Vorsitzender. Er war Mitglied der Republikanischen Partei.
Bei den Kongresswahlen des Jahres 1900 wurde Powers im elften Wahlbezirk von Massachusetts in das US-Repräsentantenhaus in Washington, D.C. gewählt, wo er am 4. März 1901 die Nachfolge von Charles F. Sprague antrat. Nach einer Wiederwahl konnte er bis zum 3. März 1905 zwei Legislaturperioden im Kongress absolvieren. Seit 1903 vertrat er dort als Nachfolger von William C. Lovering den zwölften Distrikt seines Staates. Er war einer der Kongressabgeordneten, die mit der Durchführung eines Amtsenthebungsverfahrens gegen den Bundesrichter Charles Swayne beauftragt waren. Im Jahr 1904 verzichtete Powers auf eine weitere Kongresskandidatur.
Nach dem Ende seiner Zeit im US-Repräsentantenhaus praktizierte er wieder als Anwalt in Boston. Von 1905 bis 1915 war er Kurator des Dartmouth College; zwischen 1915 und 1919 gehörte er dem Bildungsausschuss seines Staates an. In den Jahren 1918 und 1919 wirkte er auch in einer Kommission zur Überarbeitung der Staatsverfassung mit. Zehn Jahre lang diente er in der Staatsmiliz. Von 1918 bis 1928 war er auch Mitglied und zeitweise Vorsitzender im Aufsichtsrat der Straßenbahn von Boston. Samuel Powers starb am 30. November 1929 in Newton.